# ガズニー

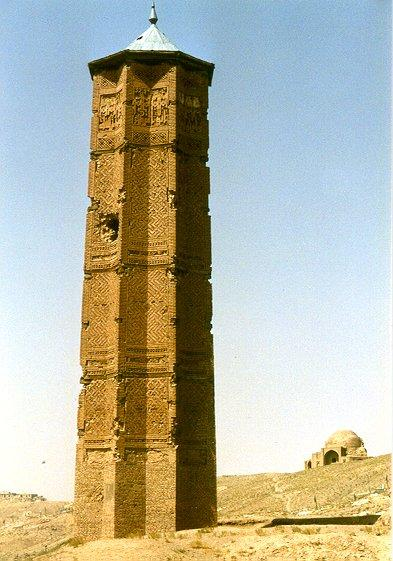
ガズナ朝時代のミナレット

ガズニー（Ghazni, ダリー語: غزنى, Ghaznī）はアフガニスタンの都市。ガズニー州の州都。人口は270,000人 (2019年の公式推計)。ペルシア語、アラビア語ではガズニーン（アラビア語: غزنين, ラテン文字転写: Ghaznīn）とガズナ（アラビア語: غزنة, ラテン文字転写: Ghazna）の双方で呼ばれた。 
カーブルとカンダハールの間に位置する交通の要所。標高約2220メートルの高地にある。商工業が盛んなほか、農作物の集散地としての役割も果たす。約130キロ北東にカーブルが位置している。住民はパシュトゥーン人が多く、ハザーラ人とタジク人がそれに続く。

## 歴史
古代の地理学者プトレマイオスも、この街を「ガザカ」（古代ギリシア語: Κούαζνα）として記録している。また、唐僧の玄奘が著した『大唐西域記』にも「鶴悉那」として言及が見られる。9世紀後半までカンダハールからガズナの地域（現ザーブル州）はザーブリスターンと称し、突厥系と思われる「リトベール」という王に代々支配されていた。870年代にサッファール朝の始祖ヤアクーブ・イブン・アル＝ライスがザーブリスターンを征服し、ガズナおよびアフガニスタン全域でもイスラーム化が振興するようになった。962年にサーマーン朝の将軍アルプテギーンが、この地を都としてガズナ朝を建国した。以後、ガズナはパンジャーブ地方を経てインド方面へ通じる交易、軍事の重要な拠点としてゴール朝、ホラズム・シャー朝、モンゴル帝国の支配を受けていた。特にホラズム・シャー・アラーウッディーン・ムハンマドの王子ジャラールッディーンがガズナを含むアフガニスタン一帯を支配し、この地でモンゴル帝国の侵攻に抗して挙兵した事でも知られている。
その後、幾度かの統治者交代を経て、19世紀後半の第一次アフガン戦争ではイギリスによって攻略され、植民地の拠点の１つとなった。20世紀初頭にアフガニスタンが独立を果たすと、アフガニスタンに帰属する都市になった。

### 政府軍とターリバーンとの戦闘
2018年8月9日 - ターリバーンがガズニー市街地を襲撃、政府軍と大規模な交戦状態となった。政府軍はアメリカ空軍の支援を受けてターリバーンの撃退を試みるものの戦闘は4日以上続き、治安部隊側に100人以上、市民数十人、ターリバーン側に200人近く、計310人以上が死亡する規模となった。
2021年8月12日 - アメリカ軍の撤退が進む中でターリバーンが反攻。ガズニーを支配下に置いた。

## 遺跡
遥かな昔から、ガズニーはカーブル攻略に欠かせない重要な関門とみなされて来た。経済的にも軍事的にも重要な位置にあるガズニーは、かつての目の眩むほどのものではなくても、近い将来かならずや繁栄を取り戻すことであろう。
ガズニーに現存する重要な遺跡には、ガズナ朝の皇帝マフムードの廟や、アブー・ライハーン・アル・ビールーニーの墓などが挙げられる。
ガズナ朝の建築物で往時の姿を留めているのが、2本のミナレットである。高さは約43 mで365 m隔たって並んでいる。学術的調査によれば、皇帝マフムードとその息子によって建築されたものである。1960年代には全長15 mの菩薩像が発掘されている。当時、ターリバーンは、遺跡の保護のために係官を派遣してはいたが、アフガニスタン内戦時に菩薩像は深刻な盗掘の被害を受けている。

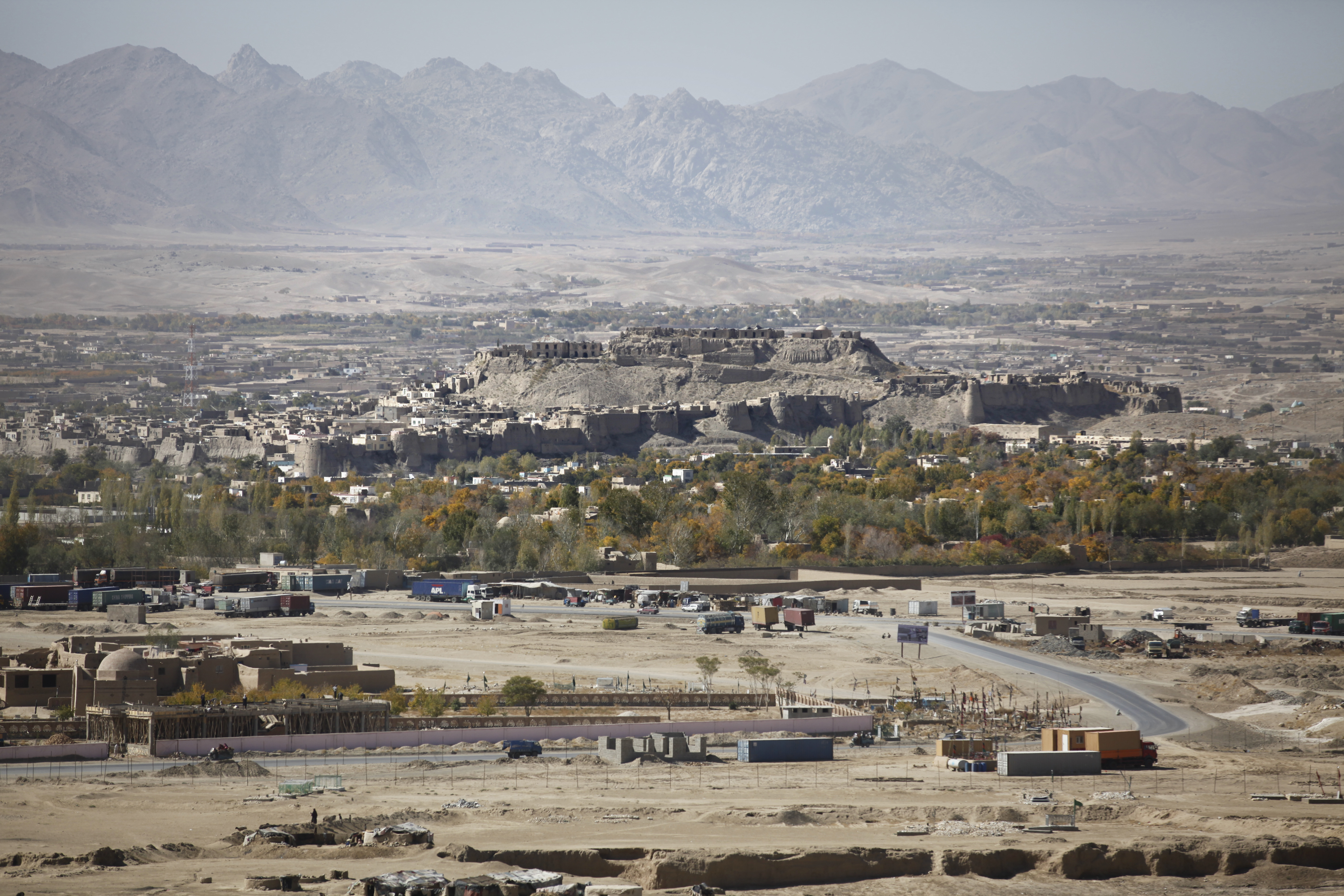
ガズナ城砦

## 姉妹都市
- ヘイワード (カリフォルニア州)
- ニーシャープール, イラン

## 参考資料
- "Ghazni" . Encyclopædia Britannica (英語). Vol. 11 (11th ed.). 1911. pp. 917–918.